# Verneuil-le-Château
Verneuil-le-Château is een gemeente in het Franse departement Indre-et-Loire (regio Centre-Val de Loire) en telt 116 inwoners (2004). De plaats maakt deel uit van het arrondissement Chinon.

## Geografie
De oppervlakte van Verneuil-le-Château bedraagt 8,2 km², de bevolkingsdichtheid is 14,1 inwoners per km².
De onderstaande kaart toont de ligging van Verneuil-le-Château met de belangrijkste infrastructuur en aangrenzende gemeenten.

## Demografie
Onderstaande figuur toont het verloop van het inwonertal (bron: INSEE-tellingen).